# Месджид и-Небеви
Месджид и-Небеви или Джамията на Пророка (на арабски: المسجد النبوي) е втората по важност джамия след Масджид ал-Харам в Мека. Намира се в свещения град Медина, Саудитска Арабия.

## История
Месджид и-Небеви в Медина е издигната през периода 705 – 709 г. от халифа ал–Уелид върху мястото, което преди е заемало жилището на Пратеника (салляллаху алейхи ве селлем). Трудно е обаче да се говори за реконструкция, защото почти нищо от старата сграда не е запазено до днес. Всичко е било разрушено, включително и стаите на съпругите на Пророка, с изключение на стаята на Аиша, където е бил погребан Мухаммед, заедно с двама свои приемници – Ебу Бекр (632 – 634) и Омер (634 – 644). Тази стая по-късно е зазидана и включена в новопостроената сграда с неправилна форма.

## Архитектура
Джамията е издигната от гръцки архитекти, подпомагани от коптски занаятчии и медински работници, което е причина арабската традиция да възприеме елементи от византийското изкуство. Според ат-Табари, халифът ал –Уелид поставил изискването новопостроената джамия да бъде с размери двеста на двеста лакътя, тоест отново да има квадратна форма. На практика ъглите не били съвсем прави и северната стена била малко по-къса от южната. Неправилната форма била невидима за окото. Интересно е дали наистина става въпрос за „грешки“ или по-скоро за „доброволни неправилности“, които са отличителна черта на всички византийски сгради.
Цялостният план на джамията следва в общи линии проекта на „Дома на Пророка“, с една покрита част срещу стената кибла, и друга срещу северната стена и двор по средата. Тук са добавени само покрити части срещу страничните стени, свързвайки по този начин старите сенчести зони. Вместо двор, който да заема по-голямата част от цялото пространство, покритите участъци вече представляват главната част от площта, а дворът е „притиснат“ във вътрешността от четири покрити правоъгълника. При поглед отвън се вижда само една „крепостна стена“, която сочи отделянето на вътрешното пространство от външния свят. Фасадите откъм двора са съставени и от четирите си стени от полукръгли арки, носени от колони. Броят на арките по тялото на южното здание са единадесет – и от север са толкова. На изток и запад има по деветнадесет арки. Между всяка арка и следващата има стълб, а горната част на арките е затворена от дървена решетка.
Вътрешното пространство на практика е продължение на „Дома на Пророка“, защото грубите навеси от палмови стволове не представляват стена, а само една сенчеста част от двора. Залата за молитви сама по себе си оформя чисто единство с прекрасния си таван, носен от пет редици колони, успоредни на стената кибла със своя михраб и минбар. За това внушение допринася и неправилната стена, която отделя стаята на Пророка. Това е едно светилище с типичното си вътрешно пространство, свързано с дворната област. Сградата има два странични портика, които представляват нов елемент, предназначен да увеличи сенчестата площ, но най-вече да подсили красотата на двора. Към всички порти и арки се прибавят и мозайки и стенни рисунки. Учудващо е, че двата портика не са имали една и съща височина. Съществуващите несъразмерности в сградата са основа за оформянето на идеята за асиметрия. Всички пространства между колоните с еднакво широки и заедно с тях служат като мярка. В действителност чрез широчината си тези портици оформят стаи, свързани със закритите пространства, на които придават квадратна форма, видима и отвътре. От друга страна те позволяват да се обиколи джамията без да се напускат закритите пространства.
Що се отнася до двора джамията в Медина притежава най-съразмерните закрити пространства. Причината е, че покритата северна част представлява същинска молитвена зала, предназначена за жени, в която се влиза през специална врата, наречена „Врата за жените“. Разглеждана в този аспект, сградата в действителност е „джамия с две молитвени зали“, както я определя големия изследовател на мюсюлманските храмове от омеядския период Соваже. Архитектите на Голямата джамия в Медина са били принудени да изберат сред елинистичните, римски и византийски образци точно онзи, който най-много се е доближавал до плана на Мухаммед. Най-приятна била южната молитвена зала, съобразена с климатичните условия. За това допринасят и закритите портици, с които е заобиколена. Този тип двор води началото си от гръцките agoras и от други сгради с частично открити портици. В случая с Мединската джамия, с нейния квази-квадратен план архитектите очевидно са следвали най-вече модела на пазарите от типа „цезарион“ в Антиохия, при които портиците били равни, с еднаква значимост и разположени около четирите страни.

### Минарета
Друго важно въведение на архитектите е снабдяването на джамията с четири квадратни кули. Мединските кули са осем странични лакътя на ширина и повече от петдесет на височина. Именно тези кули са предвестници на минаретата, без които една джамия не би могла да бъде замислена. За архитектите кулите са били еквивалент на църковната камбанария, защото са имали същата функция на призив към вярващите. Минаретата всъщност притежават класическата византийска квадратна форма на камбанариите. Но идеята да се отправи призив за молитва към мюсюлманите от човек, който се качва на самия връх, води след себе си до промяна на формата на минарето.
Но идва въпросът – защо гръцките архитекти построяват 4 кули, след като църквите имат една или две? От една страна този брой може да бъде обяснен с внушителните размери на сградата и с невъзможността на човешкия глас, при призив към молитва. От друга страна, той трябва да бъде отправен към „четирите краища“ на света. И пак се стига до числото четири. Кулите, разположени в краищата на четирите стени, придават усещането за крепост. През 706 – 707 г. в Медина, в люлката на исляма, високите крепостни стени без външна фасада са внушавали идеята за „укрепление“. Впоследствие всички големи джамии, построени в завоюваните територии играят ролята на своеобразни „крепости на исляма“. Те са представлявали ясен знак за превъзходството на мюсюлманите над „неверниците“.
Самите вярващи са намирали в джамията чисто мюсюлманската среда. Стените пазели мястото, а общността се есъбирала за дискусии. В християнската архитектура подобна функция имат манастирите, които се отричат от останалия свят и имат за цел да създадат вътрешна атмосфера. Затова сами по себе си и манастирите често напомнят крепости. Минаретата играели ролята на „връзка“ между два свята – сакралния и светския. В джамиите на Близкия изток, с хоризонтално разгънати форма и пространство, това е елементът, който сочи порив към небето.
В началото на 8 век всички тези символи не са съществували и гръцките архитекти несъмнено са искали да постигнат уравновесена сграда. Кулите на Джамията на Пророка в Медина впоследствие са имитирани навсякъде при изграждането на мюсюлмански храмове. По този начин те се превръщат в един от символите на джамията, въпреки че броят на кулите и техните форми се променят. Минарето се превръща в символична форма на призоваването към молитва от страна на мюезина. След установяването му в Мединската джамия то е било усвоено навсякъде в „дома на исляма“ (дар ал-ислам). Но тъй като минарето е квадратно и има сходни размели с камбаналията, от която е произлязло, то притежава специфично религиозно значение, свързано с историческия, социален и културен контекст. В този смисъл когато става дума за джамия, нейната външна форма не е била тази на църквата или синагогата. Минарето съществува, като такова след установяването на нова естетическа форма, олицетворяваща новите му религиозни значения.
За да се предотврати влизането на товарни животни през вратите на джамията, управителят на Медина Омер ибн Абд ал-Азиз е искал да окачи вериги, но в крайна сметка това не било направено, за да не се променя нищо в „Дома на Пророка“. Изключение прави само т.нар. „Врата на Мерван“, която водела директно към молитвената зала. Мястото, на което абсолютно точно е запазено разположението от жилището на Мохамед, е молитвената зала, разположена откъм стената кибла. Известно е, че Омер ибн Абд ал-Азиз, натоварен от халифа ал-Уелид със задачата да реконструира джамията, събира най-изтъкнатите факихи на Медина. Те му показват символите, отличителните места в джамията и му посочват размери, след което той поставя основите. Гробовете на Пророка и на първите двама халифи Ебу Бекр и Омер в стаята на Аиша, както и минбарът, тук запазват първоначалното си място и довеждат до мисълта, че минберът не се е намирал близа до кибла, а в травея (междина на греди). Тези детайли свидетелстват, че всички елементи от отва жилище имат историческо и символно значение за мюсюлманите от онази епоха.
Желанието да не се променя нищо в молитвената зала поражда противоречия в строителния план. В началото таванът ѝ лежи направо върху колоните. В жилището на Мухаммед очевидно покривът се е опирал непосредствено на палмовите стволове. Когато при цялостното изграждане на новата джамия колоните са реконструирани, те са изградени от камък, но типът подпор на тавана се запазва. Тази загриженост за традицията води и до противопоставяне между плана на пода и на тавана. На пода всички подпори отстояват на едно разстояние, както палмовите стволове на Пророка и заместилите ги по-късно колони. Но корабът, перпендикулярен на стената кибла, намиращ се на тавана точно срещу михраба, се отличава с богата украса. Във всички по-късни джамии се използва един унифициран план, отнасящ сᰵ в еднаква степен и за пода, и за тавана. Планът включва по-широк осов кораб, който е по-висок и повече украсен от другите. Това разположение, което тук личи само на тавана, намира обяснение единствено чрез михраба – едно от най-важните нововъведения в тази мединска джамия.

### Михраб
Михрабът тук не се разполага в центъра на кибла, а вляво от нея, по подобие на осовия кораб. Разположен в лявата половина на новата джамия, михрабът всъщност е точно в центъра на бившата „стая на Пророка“. Следователно, подобно на останалите символи, михрабът е бил предназначен да определи точно мястото, на което е стоял Пророка. Михрабът води началото си още от Античността. В тази епоха куполът символизира небесния свод. За да се пренесе символиката на купола в една стена, в нея се издълбава четвърт от геометричната сфера. Това придава полуцилиндрична форма отдолу и така се ражда нишата, т.е. михрабът. За Соваже михрабът е „умалено копие на крайната апсида на приемните зали“, където по принцип е стоял управителят или владетелят. Тези приемни зали на омаядските дворци продължават традицията на базиликите от елинистичния период. Така, че е било естествено тъкмо своеобразният свод да бъде избран, за да посочи мястото, където е стоял Пророка. Интересно е защо не е била построена истинска апсида, която да е мястото на владетеля или неговия заместник. П ричината може да се крие в стремежа да се запази оригиналната подредба на молитвената зала. Единственото решение явно е било да се редуцира максимално отворът на нишата. Затова и катедрата, предназначена за имама, впоследствие се разполага отстрани.
Фактът, че базиликата, построена от гръцките архитекти за мюсюлманите, е едновременно религиозна и гражданска сграда, е свързан пряко с теократичната ориентация на исляма. Не бива да се забравя, че в началото джамията е била жилище на Пророка и негова резиденция. А минбарът като единствената мебел в нея, му е служел за „трон“ дори извън хутбата и ребигиозните служби. Осовият кораб по принцип би трябвало да води към минбара и положението е такова в случаите, когато катедрата заема обичайната си позиция в центъра на джамията срещу стената кибля, вдясно от михраба. Но в самата Мединска джамия, посветена изключително на паметта на Пророка, има разделение на две символни форми, което не се открива никъде другаде. Михрабът, който не е играел никаква практическа роля е поставен на мястото, където е стоял Пророка в своята молитвена зала, а минбарът е разположен в центъра на новото здание. Така символното значение на михраба има много по-пряко и дълбоко въздействие. Въпреки отрицателното мнение на мединските факихи това нововъведение е можело да бъде оправдано само, като символ на присъствието на Пророка в новия дом.
Тук неизбежно правят впечатление и богатите декорации, които украсяват михраба. Т ази украса е направена, за да бъде почетен халифът или управителят. Трябва да се отбележи също, че имамът не стои във вътрешността на михраба, нито пред него. По този начин той не му обръща гръб, а е с лице пред него, както и към останалите вярващи. По силата на установения в Медина архитип михрабът се превръща в символ на физическото присъствие на Мухаммед в неговия дом. Т ова обяснява и внушителната му украса. Символиката на михраба е можела да се разбере единствено от гръцките архитекти, на които е била възложена задачата, а не от тогавашния управител на Медина или неговите спътници. Те не са имали никаква представа за михраба. Поискали са от архитектите просто да представят мястото, където е стоял Мухаммед, като по този начин увековечят присъствието му.
Ако ислямът по правило не забраняваше изображенията, архитектите сигурно биха прибегнали до изображение на Мухаммед. Но тъй като това е било невъзможно е изникнал въпросът как да се загатне за физическото присъствие на Пророка на точно определено място. По принцип можело да се слага статуя в определена ниша. Но тук не ставало-не можело да се слага статуя. За това нишата-михраб бил най-удачният начин да се загатне за липсващата статуя. Архитектите на Мединската джамия сами са разрешили сложния казус как да индикират присъствието на Мухаммед. Идеята за михраба се оказва оригинално решение на този проблем. Размерите на михраба трябва да са достатъчни, за да може той да служи, като рамка, ограждаща една „статуя“ на Пророка. Тази „статуя“ би могла да бъде замислена, като доста по-голяма от естествените човешки размери. Той увековечава присъствието на Пророка в джамията и неговото учение. Арабските извори описват михраба в Мединската джамия така:
“Сводът на михраба е изключително ценен. Там има отделения, част от които са позлатени, а друга – черни или с винено червен цвят. Над свода на михраба се намира златен корниз, над който стоят златни осмоъгълни плочи, между които е и ахатов къс, наподобяващ черепа на малко дете, в който са забити гвоздеи...“
От този момент нататък нито една джамия не би могла да бъде замислена без михраб. В Голямата „Мезкита Майора“ в Кордоба тази ниша е толкова дълбока и пищно декорирана, че е почти като една малка стая. Михрабът винаги е най-богато украсеното място в цялата джамия, което важи за цялата стена, която го заобикаля. Освен това нишата ѝ е „миропомазана“ с благоухания – обичай, който също се отнася до невидимото присъствие на Пророка. Една от причините е фактът, че благовонията са били едно от любимите удоволствия на Мухаммед, който често е употребявал различни ухания, типични за Ориента: амбра, мускус, помади и мехлеми.
Светостта на михраба се подчертава в още по-голяма степен чрез един свод, който по принцип се намира пред него. Този свод с течение на времето става малко или много по-голям, висок и сложен по структура, като се изгражда с дърво, тухли или камък. Най-често той е богато украсен, тъй като е свързан с михраба и с присъствието на Пророка. В джамиите с план от типа на базиликата той се намира в пресечната точка на осовия кораб с кораба-продължание на стената кибла. Често при издигането на джамии осовият кораб е снабдяван с друг свод, който го определя по-добре отвън и отвътре, като свещен път, водещ към михраба. Нишата не се намира само на оста на сградата, тя е една символна врата и на мистичния път, водещ направо към Мека. Осовият кораб е своеобразна стрелка във въображаемия компас на цялата сграда и това е един мистичен компас, който непрестнна сочи на вярващия „полюсът“ на исляма. Осовият кораб е важен елемент дотолкова, доколкото правоъгълникът, който молитвената зала оформя е по принцип ориентиран по посока ширината на сградата по подобие на Медина. Мюсюлманите се подреждат в редици, които са „дълги на ширина“. Този обичай може би датира още от времето преди изграждането на „Дома на Пророка“. Оттогава той се превръща в модел, който непрекъснато бива имитиран.
Сенчестото пространство от петдесет метра дължина и десет метра ширина в жилището на Мухаммед е задължавало вярващите да се подреждат срещу стената кибла и доколкото е възможно на сянка – в широчина, един до друг, а не в дълбочина. В стената кибла понякога има по няколко михраба. На пръв поглед това изглежда парадоксално, тъй като нишата определя мястото, където е стоял Пророка, а той не може да е на няколко места едновременно. Но по аналогичен начин в една църква се поставят многобройни икони или статуи на Иисус. Допълнителните михраби винаги са с по-малки размери и са негови имитация. За вярващите в тази част на залата те са своеобразни заместители на централния михраб. Пример в това отношение е джамията в Дамаск, където стената кибля съдържа два михраба, впоследствие те стават три и накрая – четири.

### Максура
Друг елемент, с който се характеризира мединската архитектурна традиция, е т.нар. максура (отделение, ложа). По същество тя има социална стойност. Максурата представлява балюстрада, която отделя една част на джамията от останалото пространство, за да я запази за имама. Максурата не е позната в традицията, наложена от Мъхаммед. Той дори не е налагал никакво разделение под формата на преграда между себе си и вярващите. Първите халифи, известни в историята на исляма със своята непринуденост, му подражават. Но Омер (634 -644) бива убит в Мединската джамия. Осман (644 – 656) е линчуван с камъни от своите правоверни, докато стоял на минбера на Пророка. Муауия (661 – 680) бива нападнат със сабя, докато се покланял пред киблата в първата джамия, построена в Дамаск.
Малко вероятно е максурата в Медина да е била построена за защита срещу евентуално нападение, защото като предпазна мярка халифите са се обграждали с въоръжена стража. Тук става дума за една съвсем символична балюстрада, която указва мястото за халифа и неговите гости. Максурата винаги включва в себе си и минбера. Изключение прави Мединската джамия, където той е поставен на старото си място, което е заемал в „Дома на Пророка“. Максурата в Медина разделя пространството между главните подпорни точки по продължението на стената кибля.
В някои джамии като Голямата джамия на Дамаск, става възможно да има повече максури, запазени за братства, фамилии и др. Някои по-късни максури са достатъчно високи и здрави, за да осигуряват защитата на халифите. Максурата претърпява значително художествено развитие. Съществували са даже подвижни максури, които са се поставяли на съответното място специално за хутбата в петък. Тъй като големите дървени максури от типа на тази в Кайруан са тежали доста, са въведени приспособления с противотежест, които давали възможност плоскостите на максурата да се появяват изпод земята. Подобен механизъм е използван в Омаядската джамия в Кордоба.